# Call of Duty: Black Ops 6
Call of Duty: Black Ops 6 — компьютерная игра в жанре шутера от первого лица, разработанная Treyarch и Raven Software. Двадцать первая часть во франшизе Call of Duty и седьмая (с учётом World at War) часть сюжетной подсерии Black Ops, являющаяся прямым продолжением Call of Duty: Black Ops Cold War (2020). Действие игры разворачивается в 1991 году; главные герои — агенты Трой Маршалл и Фрэнк Вудс, собирающие отряд для противодействия тайной организации «Пантеон», члены которой проникли в руководство ЦРУ.
Как и в предыдущих играх серии, Black Ops 6 также содержит многопользовательскую игру и кооперативный режим «Зомби». В многопользовательском режиме представлены 16 новых карт и ряд функций предыдущих игр серии, таких как система «Престижа». В режиме «Зомби» будут представлены две новые карты, которые продолжат историю Black Ops Cold War. В игру была добавлена новая игровая механика всенаправленного движения, благодаря которой игроки могут бежать, прыгать и скользить в любом направлении.
Разработка игры заняла четыре года, что является рекордным сроком для серии Call of Duty. Маркетинговая кампания началась в мае 2024 года, а официальный анонс прошёл в рамках Xbox Games Showcase 9 июня 2024 года. Выпуск игры состоялся 25 октября 2024 года для платформ PlayStation 4, PlayStation 5, Windows, Xbox One и Xbox Series X/S.

## Игровой процесс
Как и предыдущие игры серии Call of Duty, Black Ops 6 является шутером от первого лица с однопользовательской сюжетной кампанией, многопользовательским режимом и кооперативным режимом «Зомби». В игру была добавлена новая игровая механика всенаправленного движения, благодаря которой игроки могут бежать, прыгать и скользить в любом направлении; при этом игра предлагает ряд настроек «интеллектуального движения», которые автоматизируют определённые действия игрока, включая спринт и маневрирование. Также игрокам предлагается на выбор несколько пресетов игрового HUD, включая режим Legacy, повторяющий интерфейс Call of Duty: Black Ops III (2015).
В однопользовательской кампании есть несколько вариантов прохождения одной миссии и деревья диалогов с неигровыми персонажами (NPC). Между уровнями игрок попадает в штаб, где он может планировать ход следующих миссий, применять улучшения и взаимодействовать с NPC. Многопользовательский режим на момент выпуска игры включает 16 новых карт; 12 из них рассчитаны на основной игровой режим «6 на 6», а оставшиеся четыре карты «Strike» могут играться как в режиме «6 на 6», так и «2 на 2». Как и в предыдущих играх серии Call of Duty, в многопользовательском режиме есть система «престижа», благодаря которой игроки, достигнувшие максимального уровня, могут сбросить его до десяти раз в обмен на косметические награды, и режим «театр», позволяющий игрокам на PlayStation 5, Windows и Xbox Series X/S пересматривать многопользовательские матчи с точки зрения любого игрока.
В режиме «Зомби» участвует от одного до четырёх игроков, которые отбиваются от волн зомби, численность и сложность которых растёт с каждым пройденным раундом. В режим добавлено две новые карты — «Терминус» и «Либерти-Фолс»; каждая карта содержит основной квест и ряд дополнительных заданий. В обновлении будет так же добавлена опции помощи с основным квестом. В этом режиме есть две внутриигровые валюты: эссенция и трофеи. Эссенция нужна для разблокировки новых частей карт и для покупки улучшений для персонажа игрока и его вооружения. Трофеи используются для покупки модификаций боеприпасов и создания новых видов вооружения. Также игроки могут найти «GobbleGums» — одноразовые расходуемые предметы, дающие персонажам различные эффекты и способности, — и разблокировать различные улучшения. Каждый предмет в игре поддерживает до трёх улучшений, однако одновременно можно установить только один из них, что позволяет игрокам подстраивать игру под свой стиль.

## Сюжет

### Кампания
Действие игры разворачивается в 1991 году после начала войны в Персидском заливе. Оперативники ЦРУ Уильям «Кейс» Кальдерон (протагонист), Трой Маршалл и их куратор Джейн Хэрроу прибывают в Кувейт, чтобы вытащить иракского министра обороны Саида Алави, ставшего целью загадочной военизированной группировки «Пантеон». После стычки с солдатами «Пантеона» герои собираются увозить Алави, когда его убивает Рассел Адлер — беглый агент ЦРУ, обвинённый в шпионаже в пользу наркобарона Рауля Менендеса. Адлер даёт себя схватить и объясняет Хэрроу и Маршаллу, что Алави не должен попасть в руки ни к «Пантеону», ни к скомпрометированному ЦРУ, т.к. агенты «Пантеона» проникли в управление ведомства; из Адлера же они сделали козла отпущения, заклеймив его «кротом» Менендеса в ЦРУ. Также Адлер просит передать послание его товарищу Фрэнку Вудсу — «Слон берёт ладью». Уже в Лэнгли глава ЦРУ Дэниел Ливингстон устраивает Вудсу, Маршаллу и Хэрроу выговор за смерть Алави, а затем отстраняет группу от работы, не веря словам Маршалла о «Пантеоне».
В тайной беседе Вудс раскрывает Трою и Джейн, что в своём послании Адлер подразумевает «Ладью» — заброшенную конспиративную квартиру КГБ в болгарской глуши на берегу моря. Фрэнк, Трой и Кейс отправляются туда, в то время как Хэрроу остаётся, чтобы прикрывать товарищей в их отсутствие. «Ладья» становится штаб-квартирой команды Вудса. Используя информацию Адлера, Маршалл вербует бывшего техника Штази Феликса Ноймана, а Кейс - опытную убийцу Севати «Сев» Дюма.
Чтобы дальше расследовать дело «Пантеона», команде нужен Адлер, которого Хэрроу и Маршалл отдали ЦРУ по возвращении из Кувейта, поэтому Маршалл вместе с Кейсом отправляется на операцию по спасению Рассела из секретного бункера ЦРУ под Вашингтоном прямо во время политического мероприятия, организованного губернатором Биллом Клинтоном. Бункер оказывается зачищен от охраны и полон солдат «Пантеона», ищущих Адлера, чтобы убить его и тем самым навсегда заставить замолчать. Всё же герои прорываются через врагов и вызволяют Адлера. Однако «Пантеон» быстро берёт ситуацию в свои руки, обвиняя Маршалла и Адлера в нападении на бункер и объявляя их беглецами.
Уже в «Ладье» Адлер рассказывает, что «Пантеон» был замечен за торговлей оружием с Саддамом Хусейном. Отряд выезжает в Ирак и при помощи агента MI6 Хелен Парк и отряда SAS захватывает дворец Хусейна, откуда проникает в защищённый бункер. В бункере оказывается образец «Колыбели» (англ. The Cradle) — химического оружия, воздействующего на психику — и документы к нему. Из них Адлер узнаёт имя создателя оружия, советского учёного Матвея Гусева, а также выясняет место происхождения газа — заброшенная биолаборатория ЦРУ в Кентукки. Сам Рассел остаётся в Ираке искать следы Гусева, а Сев, Трой и Кейс выдвигаются в Кентукки.
В биолаборатории Кейс случайно отделяется от Сев и Маршалла, провалившись в шахту лифта. Он оказывается на нижних уровнях, залитых газом «Колыбель». Надышавшись этим газом (противогаз разбился при падении), Кейс начинает видеть жуткие галлюцинации с нежитью и двигающимися манекенами, а также слышит странный женский голос в голове, который рассказывает Кейсу о «Пантеоне» и «Колыбели»: «Пантеон» был секретным подразделением ЦРУ, занимавшимся проектом создания суперсолдата. Для этих целей изначально и был разработан проект «Колыбель». Препарат вызывал у подопытных неконтролируемые вспышки агрессии. Кейс был одним из таких подопытных, однако он имел некоторую устойчивость к препарату. Однажды он саботировал эксперимент; случилась утечка «Колыбели», отчего весь объект оказался заражён. После неудачи ЦРУ закрыло проект, «Пантеон» расформировали, а выживших жертв попытались вылечить. Впрочем, остался как минимум один побочный эффект: голос в голове, запрещающий что-либо говорить о проекте.
Трой и Сев находят Кейса, окончательно потерявшего связь с реальностью из-за зомби-галлюцинаций, и с трудом возвращают его в чувство. Втроём герои обнаруживают дискету с видеозаписью, как и то, что кто-то уже давно вывез запасы газа из лаборатории. На видеозаписи фигурирует отрывок эксперимента с «Колыбелью», курируемый лично Матвеем Гусевым и... Джейн Хэрроу. Становится очевидно: Хэрроу работает на «Пантеон», что повергает Маршалла в шок. По уликам из записи группа отправляется в казино Луттацци в средиземноморском городе Авалон и совместными усилиями успешно добывает оттуда финансовые документы. Эти документы проясняют, что казино не только отмывает деньги «Пантеона», получая за это долю, но ещё и переводит деньги в Ирак на имя Матвея Гусева.
Тем временем в Ираке Адлер договаривается со своим бывшим коллегой, уже капитаном Лоуренсом Симсом и получает его поддержку на время операции по поимке Гусева. Маршалл и Кейс тоже прибывают в Ирак. Вместе бойцы прорываются через весь аэропорт к уходящему самолёту Гусева и сбивают его из танка. Под угрозой смерти учёный сознаётся, что запасы «Колыбели» из биолаборатории вывезли в Воркуту, а сам Гусев сделал препарат более мощным: теперь заражённые будут более агрессивными и под влиянием газа будут буквально рвать друг друга. Кейс уже собирается убить Гусева по приказу Адлера, но Симс останавливает бессмысленное кровопролитие, забирая Гусева с собой под стражу.
Отряд отправляется в Воркуту, а Сев внедряется на базу «Пантеона» (бывший ГУЛАГ, откуда в 1963 сбежали Алекс Мейсон и Виктор Резнов), где саботирует системы защиты и обнаруживает Джейн Хэрроу. Отряд решает захватить Джейн и атакует ныне беззащитную базу. Джейн вмешивается в радиосвязь и пытается убедить Кейса предать Вудса и Адлера, ведь он вместе с Хэрроу не такой, как все остальные. После погони за Джейн она оказывается в плену, но улучшенную «Колыбель» успевают увезти в неизвестном направлении. Хэрроу увозят в «Ладью» для допроса.
У Джейн обнаруживается устройство слежения — а значит, «Ладья» раскрыта и «Пантеон» уже бросил многочисленные силы для её вызволения. Сама Хэрроу сотрудничать отказывается. Адлер идёт на крайние меры: он прибегает к использованию т.н. «сыворотки правды» (проект MK-Ultra, которому Адлер 10 лет назад подверг Белла). Только тогда Хэрроу начинает говорить: она сознаётся, что присоединилась к «Пантеону» после утечки информации о том, что её родители были убиты по приказу ЦРУ, и что этим убийцей якобы был Адлер. А ещё она раскрывает планы «Пантеона»: по её приказу газ из Воркуты будет использован для атаки на здание Капитолия с целью дискредитации действующего главы ЦРУ Ливингстона. На его место встанет Джейн как второй по значимости человек после Ливингстона, и «Пантеон» получит полный контроль над ЦРУ. Герои пересылают Ливингстону всё, что узнали.
Времени больше не остаётся: «Пантеон» начал штурм «Ладьи». Все мобилизуются для защиты дома, а Вудс запирается с Хэрроу для дальнейшего допроса. Кейс, Адлер, Маршалл, Сев и Нойман успешно сдерживают первую волну, но всё-таки не могут успешно оборонять сразу несколько фронтов, так что солдаты «Пантеона» врываются в дом, обезоруживают держащего натиск Вудса и освобождают пришедшую в себя Хэрроу: время действия сыворотки кончилось. Издеваясь над инвалидностью Вудса, она ранит его ножом и уходит к вертолёту, оставляя Фрэнка истекать кровью. Остальных оглушает взрывом от попадания из гранатомёта по дому. Кейс, единственным оставшийся в строю, в последний момент успевает запрыгнуть на взлетающий вертолёт, убивает охрану и пилота, и транспорт падает в воду. Кейс начинает чувствовать симптомы заражения утёкшим из колбы газом и, ведомый голосом в голове, приказывающим убить Хэрроу, душит её, после чего экран гаснет. Выжил ли Кейс и убил ли он Джейн Хэрроу, неизвестно. На фоне лишь Маршалл тщетно пытается связаться с Кейсом и сообщить хорошие новости: Ливингстон таки внял доводам отряда и эвакуировал Капитолий, а бойцов «Пантеона» с готовым газом нашёл и обезвредил.
Две недели спустя Ливингстон встречается с Адлером, Маршаллом, Нойманом, Сев и выжившим Вудсом и приносит им свои извинения за недоверие. Он предлагает отряду полный карт-бланш для преследования и ликвидации «Пантеона». Тем временем, оперативник «Пантеона» Джексон Кейн проникает в кабинет Ливингстона и получает доступ к его компьютеру...

### Зомби
После того, как Саманта Максис пожертвовала собой, чтобы закрыть портал между Землёй и измерением «Dark Aether» в 1985 году, отряд «Рэквием» был расформирован, а его члены — командир Григорий Уивер, доктор Элизабет Грей, майор Маккензи Карвер, доктор Оскар Штраусс и капитан Стони «Raptor One» Маддокс — арестованы и заключены на острове «Терминус» в Филиппинском море. В феврале 1991 года бывший противник «Рэквиема», доктор Уиллиам Пек, вытаскивает их из тюрьмы. Пек предлагает членам отряда объединиться против Эдварда Рихтофена, бывшего директора «Рэквиема», предавшего их, который работает в новой тайной операции под кодовым именем «Project Janus» в городе «Либерти-Фолс» в Западной Виргинии.

## Разработка и выпуск

### Разработка
Black Ops 6 разработана студиями Treyarch и Raven Software. Raven отвечала за однопользовательскую кампанию, а Treyarch — за многопользовательскую игру и режим «Зомби». Разработка игры заняла четыре года, что является рекордным сроком для серии Call of Duty. По словам геймдизайнера Treyarch, тестеры играют в игру с 2022 года. Первая информация о Black Ops 6 появилась в ноябре 2023 года, когда издание Windows Central сообщила, что действие игры развернётся во время войны в Персидском заливе, а сюжет будет сосредоточен на Центральном разведовательном управлении (ЦРУ).
После приобретения Activision Blizzard корпорацией Microsoft в 2023 году было расторгнуто соглашение между Activision и Sony, согласно которому игры Call of Duty получали эксклюзивный контент на консолях PlayStation. Хотя до 2015 года аналогичное соглашение существовало между Activision и Sony, глава Microsoft Gaming Фил Спенсер заявил, что у франшизы больше не будет соглашений об эксклюзивности, и весь контент будет выходить на всех поддерживаемых платформах.

### Маркетинг
22 мая 2024 года был запущен сайт с названием «The Truth Lies» (с англ. — «истина лжёт»), ссылка на него была опубликована в соцсетях Call of Duty. На сайте было выложено несколько видеозаписей, на которых группа людей вандализирует достопримечательности по всему миру, такие как Рашмор и Бранденбургские ворота, а также ряд вымышленных новостей о вандализме. Было объявлено о проведении презентации «[REDACTED] Direct» с «эксклюзивными подробностями о следующей части всеми любимой франшизы».
23 мая реклама «The Truth Lies» появилась на первых полосах нескольких газет, включая USA Today и New York Post. В тот же день Activision анонсировала Black Ops 6 и подтвердила, что презентация «[REDACTED] Direct» будет посвящена именно ей. 9 июля была проведена презентация Black Ops 6 Direct с 25-минутным видеобзором игры с информацией о сюжете, игровом процессе и кооперативном режиме «Зомби». 28 августа была проведена презентация 2024 Call of Duty: Next, на которой было представлено ещё больше информации о многопользовательском и кооперативном режиме игры, а также об интеграции Black Ops 6 в Call of Duty: Warzone 2.0.
Перед Black Ops 6 Direct компания Activision выпустила два тизер-трейлера игры. Первый трейлер, опубликованный 27 мая на ютуб-канале Call of Duty, назывался «Open Your Eyes» (с англ. — «открой глаза»). Видеоряд был составлен из новостных выпусков и телерекламы начала 1990-х, на фоне которого искажённый мужской голос говорил зрителю «перестать быть овцой и стать волком». Также в видео были вставлены краткие отрывки игрового процесса. Второй тизер был опубликован днём позже; в нём использовались видеозаписи мировых лидеров, включая бывших президентов США Билла Клинтона и Джорджа Буша — старшего, бывшего госсекретаря США Колина Пауэлла, бывшего премьер-министра Великобритании Маргарет Тэтчер и бывшего президента Ирака Саддама Хусейна. Кроме того, тизеры Black Ops 6, включая трейлер с участием персонажа Black Ops Фрэнка Вудса, стали появляться в Warzone.
1 августа Treyarch и Activision представили новую версию сайта «The Truth Lies», названную «The Truth Dies» (с англ. — «истина умирает»), на котором были выложены тизеры режима «Зомби». 6 августа был выпущен кинематографический трейлер карты «Терминус» для режима «Зомби», а также опубликована информация о сюжете и персонажах этого режима в Black Ops 6. 8 августа в блоге Call of Duty была опубликована полная информация о игровых механиках режима. 20 августа в рамках Gamescom 2024 Raven Software представила запись игрового процесса из режима кампании. На следующий день был опубликован кинематографический трейлер карты «Либерти-Фолс» для режима «Зомби», а также представлена заглавная композиция многопользовательского режима, сочинённая Джеком Уоллом с участием Big Giant Circles и группы Romes.

### Выпуск
Выпуск Black Ops 6 состоялся 25 октября 2024 года на платформах PlayStation 4, PlayStation 5, Windows, Xbox One и Xbox Series X/S. С первого дня игра будет доступна подписчикам Xbox Game Pass. Для игры в любой режим потребуется постоянное подключение к интернету; по заявлению Activision, это необходимо для стриминга текстур.
Предзаказавшие Black Ops 6 и подписчики Xbox Game Pass получили ранний доступ к бета-версии многопользовательского режима игры. Первый бета-тест проходил с 30 августа по 4 сентября, а второй, доступный всем игрокам — с 6 по 9 сентября.

## Отзывы
| Иноязычные издания    | Иноязычные издания |
| Издание               | Оценка             |
| --------------------- | ------------------ |
| Edge                  | 8/10               |
| Русскоязычные издания |                    |
| Издание               | Оценка             |
| StopGame.ru           | Похвально          |

### До выпуска
Открытая бета многопользовательского режима Black Ops 6 получила положительные отзывы критиков. Часть рецензентов особенно высоко оценила механику всенаправленного движения. С. Е. Достер из GameSpot отметила, что она «приятно удивлена» этой «хорошо отточенной механикой», благодаря которой в многопользовательской игре стали возможны взаимодействия, ранее доступные только в заскриптованных сценах кампании. Джеймс Троутон из TheGamer назвал механику всенаправленного движения «захватывающей», а также отметил, что набор карт, представленный в игре, «один из лучших за многие годы». Кейд Ондер из Screen Rant, напротив, посчитал, что карты «ранжируются от худших в серии до в лучшем случае посредственных». Сет Дж. Мейси в рецензии для IGN отметил, что стрельба в Black Ops 6 ощущается очень хорошо, но оружие не выглядит таким весомым, как в Call of Duty: Modern Warfare III (2023). Морган Пак из PC Gamer более критично отнёсся к открытой бете Black Ops 6, отметив проблемы со звуковым дизайном и системой снаряжения.

## Комментарии
1. ↑  События карты «Forsaken» (2021) в игре Black Ops Cold War